# پان وی
پان وی (انگلیسی: Pan Wei؛ زادهٔ ۱۱ ژوئن ۱۹۷۸) بازیکن بسکتبال زن اهل چین بود. وی در بازی‌های المپیک تابستانی ۲۰۰۴ شرکت کرده‌است.